# (6211) Tsubame
(6211) Tsubame (1991 DO) – planetoida z pasa głównego planetoid okrążająca Słońce w ciągu 4,58 lat w średniej odległości 2,75 au. Odkryta 19 lutego 1991 roku.